# Terminalia rerei
Terminalia rerei là một loài thực vật thuộc họ Combretaceae. Đây là loài đặc hữu của quần đảo Solomon. Chúng hiện đang bị đe dọa vì mất môi trường sống.